# بلفورد (نورث‌آمبرلند)
بلفورد، نورث‌آمبرلند (به انگلیسی: Belford, Northumberland) یک روستا و محله مدنی در بریتانیا است که در نورث‌آمبرلند واقع شده‌است. بلفورد ۱٬۲۵۸ نفر جمعیت دارد.